# Santi Ambrogio e Carlo (titre cardinalice)
Le titre cardinalice de Santi Ambrogio e Carlo (Saint Ambroise et Saint Charles) a été institué par le pape Paul VI le 7 juin 1967 dans la constitution apostolique Ab antiquis quidem.
Le titre est attaché à la basilique Saint-Ambroise-et-Saint-Charles al Corso, considérée comme l'"église nationale" des Lombards et des Milanais à Rome et située dans le rione Campo Marzio au centre de Rome.
Entre 1627 et 1639, cette église était rattachée au titre San Carlo al Corso.

## Titulaires
- Angelo Dell'Acqua, O.SS.C.A. (1967-1972)
- Ugo Poletti (1973-1997)
- Dionigi Tettamanzi (1998-2017)
- Vacant (2017-2022)
- Claudio Gugerotti (depuis 2023)

## Sources
- (it) Cet article est partiellement ou en totalité issu de l’article de Wikipédia en italien intitulé « Santi Ambrogio e Carlo (titolo cardinalizio) » (voir la liste des auteurs).